# Şəki járás
A Şəki járás (azeri nyelven: Şəki rayonu) Azerbajdzsán egyik járása. Székhelye Şəki.

A Şəki járás elhelyezkedése Azerbajdzsánban

## Népesség
- 1970-ben 56 692 lakosa volt, melyből 52 222 azeri, 3421 lezg, 316 caur, 312 örmény, 200 kurd, 86 orosz és ukrán, 5 tatár, 4 grúz, 3 avar.
- 1979-ben 70 208 lakosa volt, melyből 64 930 azeri, 4819 lezg, 150 orosz és ukrán, 115 kurd, 101 örmény, 20 avar, 10 grúz, 9 tatár, 2 zsidó.
- 1999-ben 157 353 lakosa volt, melyből 148 862 azeri (94,6%), 7469 lezg (4,8%), 359 orosz és ukrán, 61 tatár, 47 kurd, 47 török, 15 avar, 13 grúz, 7 örmény.
- 2009-ben 170 733 lakosa volt, melyből 163 092 azeri (95,5%), 7152 lezg (4,2%), 121 orosz, 26 kurd, 26 török, 14 avar, 10 tatár, 6 ukrán.